# Side to Side
"Side to Side" é uma canção da cantora estadunidense Ariana Grande, contida em seu terceiro álbum de estúdio Dangerous Woman (2016). Conta com a participação da rapper trinidiana Nicki Minaj, e foi composta por ambas em conjunto com Alexander Kronlund, Savan Kotecha, Max Martin e Ilya Salmanzadeh, sendo produzida pelos dois últimos. O seu lançamento como o terceiro single do disco ocorreu em 30 de agosto de 2016, através da Republic Records.

## Faixas e formatos
| Download digital |                                  |         |  |
| N.º              | Título                           | Duração |  |
| 1.               | "Side to Side" (com Nicki Minaj) | 3:46    |  |

| Download digital (remixes) |                                                   |         |  |
| N.º                        | Título                                            | Duração |  |
| 1.                         | "Side to Side" (com Nicki Minaj) (Slushii Remix)  | 3:22    |  |
| 2.                         | "Side to Side" (com Nicki Minaj) (Phantoms Remix) | 4:16    |  |

## Créditos
Todo o processo de elaboração de "Side to Side" atribui os seguintes créditos:
Gravação
- Gravada em 2015 nos MXM Studios e Wolf Cousins Studios (Estocolmo)
- Versos de Minaj gravados nos Gleenwood Place Studios (Burbank, Califórnia) e MilkBoy the Studio (Filadélfia, Pensilvânia)
- Mixada nos MixStar Studios (Virginia Beach, Virginia)
- Masterizada nos Sterling Sound (Nova Iorque)

Publicação
- Publicada pelas empresas MXM (ASCAP) — administrada pela Kobalt (ASCAP) —, Wolf Cousins (STIM), Warner/Chappell Music (STIM), Harajuku Barbie Music/Money Mack Music/Songs of Universal, Inc. (BMI) e Grandefinale LLC
- A participação de Nicki Minaj é uma cortesia da Cash Money Records

Produção
| - Ariana Grande: composição, vocalista principal - Nicki Minaj: composição, vocalista participante - Max Martin: composição, produção, programação, teclados, guitarra, baixo, percussão - Alexander Kronlund: composição - Illya Salmanzadeh: composição, produção, vocalista de apoio, programação, teclados, guitarra, baixo, percussão - Savan Kotecha: composição, vocalista de apoio - Joi Gilliam: vocalista de apoio - Taura Stinson: vocalista de apoio | - Chonita Gillespie: vocalista de apoio - Serban Ghenea: mixagem - John Hanes: engenharia de mixagem - Sam Holland: engenharia - Aubry "Big Juice" Delaine: gravação (versos de Minaj) - Joel Metzler: assistência de engenharia (versos de Minaj) - Jordon Silva: assistência de engenharia (versos de Minaj) - Tom Coyne: masterização |

## Desempenho nas tabelas musicais
| Tabela musical (2016)                                  | Melhor posição |
| ------------------------------------------------------ | -------------- |
| Alemanha (Media Control Charts)                        | 24             |
| Argentina (Monitor Latino)                             | 16             |
| Austrália (ARIA Charts)                                | 3              |
| Áustria (Ö3 Austria Top 40)                            | 22             |
| Bélgica (Ultratop 50 de Flandres)                      | 23             |
| Bélgica (Ultratop 40 da Valônia)                       | 17             |
| Canadá (Canadian Hot 100)                              | 4              |
| Coreia do Sul (Gaon Music Chart)                       | 31             |
| Dinamarca (Tracklisten)                                | 13             |
| Escócia (The Official Charts Company)                  | 7              |
| Eslováquia (IFPI Slovenská Republika)                  | 10             |
| Espanha (Productores de Música de España)              | 34             |
| Estados Unidos (Billboard Hot 100)                     | 4              |
| Estados Unidos (Pop Songs)                             | 1              |
| Estados Unidos (Adult Pop Songs)                       | 16             |
| Estados Unidos (Hot Dance Club Songs)                  | 13             |
| França (Syndicat National de l'Édition Phonographique) | 66             |
| Grécia (Greece Digital Songs)                          | 1              |
| Hungria (Magyar Hanglemezkiadók Szövetsége)            | 6              |
| Irlanda (Irish Recorded Music Association)             | 5              |
| Itália (Federazione Industria Musicale Italiana)       | 28             |
| Japão (Japan Hot 100)                                  | 74             |
| Líbano (The Official Lebanese Top 20)                  | 9              |
| Noruega (VG-lista)                                     | 8              |
| Nova Zelândia (NZ Top 40 Singles)                      | 2              |
| Países Baixos (MegaCharts)                             | 11             |
| Polônia (Związek Producentów Audio Video)              | 11             |
| Portugal (Associação Fonográfica Portuguesa)           | 10             |
| Reino Unido (UK Singles Chart)                         | 4              |
| Chéquia (IFPI Česká Republika)                         | 10             |
| Rússia (Russian Music Charts)                          | 53             |
| Suécia (Sverigetopplistan)                             | 13             |
| Suíça (Schweizer Hitparade)                            | 21             |
| União Europeia (Euro Digital Songs)                    | 9              |
| Venezuela (Record Report)                              | 1              |

| Tabela musical (2016)              | Posição |
| ---------------------------------- | ------- |
| Alemanha (Media Control Charts)    | 96      |
| Austrália (ARIA Charts)            | 37      |
| Canadá (Canadian Hot 100)          | 55      |
| Estados Unidos (Billboard Hot 100) | 77      |
| Nova Zelândia (NZ Top 40 Singles)  | 45      |
| Países Baixos (MegaCharts)         | 75      |
| Reino Unido (UK Singles Chart)     | 49      |

| País (Empresa)             | Certificação |
| -------------------------- | ------------ |
| Alemanha (BVMI)            | Ouro         |
| Austrália (ARIA)           | 5× Platina   |
| Bélgica (BEA)              | Ouro         |
| Brasil (Pro-Música Brasil) | Diamante     |
| Dinamarca (IFPI Dinamarca) | Platina      |
| Espanha (PROMUSICAE)       | Platina      |
| Estados Unidos (RIAA)      | 4× Platina   |
| França (SNEP)              | Platina      |
| Itália (FIMI)              | Platina      |
| Nova Zelândia (RMNZ)       | Platina      |
| Reino Unido (BPI)          | Platina      |
| Suécia (GLF)               | Platina      |

## Histórico de lançamento
| País           | Data                   | Formato           | Gravadora |
| -------------- | ---------------------- | ----------------- | --------- |
| Estados Unidos | 30 de agosto de 2016   | Rádios urban      | Republic  |
| Estados Unidos | 20 de setembro de 2016 | Rádios mainstream | Republic  |
| Reino Unido    | 23 de setembro de 2016 | Rádios mainstream | Republic  |
| Itália         | 7 de outubro de 2016   | Rádios mainstream | Universal |